# Don DeVito
Don DeVito est un producteur de disques américain, un dirigeant d'entreprise musicale et un guitariste. Il fait carrière chez Columbia Records, produisant notamment les albums de Bob Dylan Desire, Hard Rain, Street-Legal et Bob Dylan at Budokan.

## Biographie

### Enfance et formation
Il est né le 6 septembre 1939 à Brooklyn, New York, fils de Connie et Ralph DeVito. A la fin de son adolescence, il entre comme guitariste dans le groupe d'Al Kooper. Après une année de tournées, il reprend l'université où il obtient un diplôme en Anglais, puis forme son propre groupe, The Sabres.

### Carrière
Le groupe se sépare lors d'une tournée à travers les États-Unis et DeVito se retrouve bloqué à Fort Smith dans l'Arkansas. C'est là qu'il rencontre par hasard Johnny Cash, qui joue un rôle important par la suite. En 1967, DeVito entame une formation de cadre chez CBS, qui le nomme d'abord directeur artistique et chasseur de talents pour le secteur de Miami, en Floride. En 197l, il est muté à New York pour diriger un nouveau projet avant de rejoindre le département principal A&R de Columbia. Il commence également à passer du temps dans les studios d'enregistrement et apprend la technique auprès de producteurs comme Bob Johnston, James William Guercio et Phil Ramone.
Présenté à Bob Dylan par Johnny Cash, DeVito va faciliter le retour de Dylan chez Columbia (le chanteur était passé chez Asylum Records) en 1975. Communément considéré à tort comme ayant produit le meilleur disque de Dylan de la décennie, Blood on the Tracks en 1975, DeVito produit en réalité Desire l'année suivante. Comme son prédécesseur Blood on the Tracks, le disque atteint la première place du classement des albums Billboard. DeVito rejoint également Dylan en tournée et produit la suite de Desire, Street-Legal, ainsi que les albums live de l'époque Hard Rain (1976) et At Budokan (1978). DeVito a également travaillé comme directeur artistique pour Billy Joel, Bruce Springsteen, James Taylor, Simon and Garfunkel, Aerosmith, Tony Bennett et Carole King. Mentor généreux, il a compté parmi ses protégés Lee Dannay et Daniel Levitin de Warner/Chappel Music.
En 1981, il est nommé vice-président national A&R pour Columbia. Après avoir été nommé pour un Grammy Award à cinq reprises, il remporte la catégorie du meilleur enregistrement folk traditionnel en 1989 pour l'album Folkways—A Vision Shared: A Tribute to Woody Guthrie & Leadbelly. En 2001, il joue un rôle déterminant dans l'organisation et la promotion du Concert pour la ville de New York, qui a permis de récolter plus d'un million de dollars au lendemain des attentats du 11 septembre. Il quittera Sony Music pour prendre sa retraite en 2007.

### Mort
Don DeVito meurt en 2011 à l'âge de 72 ans des suites d'un long cancer de la prostate. Billy Joel, Rosanne Cash, Daniel Levitin et d'autres se sont produits lors de ses funérailles. DeVito laisse dans le deuil son épouse Carolyn et ses deux enfants Marissa et James.